# Bjørn (Nordland)
Pour les articles homonymes, voir Björn.
Bjørn est une localité du comté de Nordland, en Norvège.

## Géographie
Administrativement, Bjørn fait partie de la kommune de Dønna.